# Морозовиця
Морозо́виця (рос. Морозовица) — присілок у складі Великоустюзького району Вологодської області, Росія. Адміністративний центр Трегубовського сільського поселення.

## Населення
Населення — 833 особи (2010; 879 у 2002).
Національний склад (станом на 2002 рік):
- росіяни — 100 %